# 阿尔·勒科尼
阿尔·勒科尼（英語：Al LeConey，1901年11月3日—1959年11月11日），美国男子田径运动员，主攻短跑。他曾代表美国参加1924年夏季奥林匹克运动会田径比赛，获得男子4×100米接力金牌。